# Oresbius tumulus
Oresbius tumulus là một loài tò vò trong họ Ichneumonidae.